# Économie de la Tchéquie
L'économie de la Tchéquie est une économie sociale de marché développée, tournée vers l'exportation et fondée sur les services, l'industrie manufacturière et l'innovation. Elle préserve un État-providence à revenu élevé et le modèle social européen. La République tchèque participe au marché commun européen en tant que membre de l'Union européenne et fait donc partie intégrante de l'économie de l'Union. Elle utilise sa propre monnaie, la couronne tchèque, au lieu de l'euro. Elle est membre de l'Organisation de coopération et de développement économiques (OCDE). La République tchèque se classe au 16e rang en termes de développement humain ajusté aux inégalités et au 24e rang selon l'indice du capital humain de la Banque mondiale, devant des pays comme les États-Unis, le Royaume-Uni ou la France.
Le secteur industriel représente 37 % de l'économie, tandis que les services en représentent 61 % et l'agriculture 2 %. Les principales industries sont l'ingénierie de haute technologie, l'électronique et la construction mécanique, la production d'acier, les équipements de transport (automobile, ferroviaire et aérospatiale), la chimie, les matériaux avancés et les produits pharmaceutiques. Les principaux services sont la recherche et développement, les technologies de l'information et de la communication (TIC) et le développement de logiciels, les nanotechnologies et les sciences de la vie. Les principaux produits agricoles sont les céréales, les huiles végétales et le houblon.
En 2023, le produit intérieur brut (PIB) tchèque par habitant en parité de pouvoir d'achat était de 50 961 $ et de 698 706 couronnes tchèques (31 368 $) en valeur nominale. En septembre 2021, le taux de chômage en République tchèque était le plus bas de l'UE à 2,6 %, et le taux de pauvreté est le deuxième plus bas des membres de l'OCDE, après le Danemark. La République tchèque se classe 21e dans l'indice de liberté économique (derrière le Chili), 30e dans l'indice mondial de l'innovation (derrière les Émirats arabes unis), 32e dans le rapport sur la compétitivité mondiale, 41e dans l'indice de facilité de faire des affaires et 25e dans le rapport mondial sur la facilitation du commerce (derrière le Canada).[39] 
Le principal partenaire commercial pour les exportations et les importations est l'Allemagne, suivie par les autres membres de l'UE. La République tchèque a une économie très diversifiée qui se classe 7e dans l'indice de complexité économique de 2019.

## Histoire

### Histoire économique avant 1990
La petite taille de la Tchéquie et sa discrétion dans l'économie mondiale occultent quelque peu son brillant passé. Dès les années 1850, dans le cadre de l'Autriche-Hongrie, la Bohême accomplit sa révolution industrielle et développe un vaste réseau ferroviaire. Le développement économique de la Tchécoslovaquie est cependant inégal, la Slovaquie restant beaucoup plus rurale et pauvre que la Bohême et la Moravie. Malgré la crise économique de 1929, la Tchécoslovaquie continue de faire partie des pays les plus avancés d'Europe, se classant même septième pays au monde pour le PNB par habitant en 1938[réf. nécessaire].
Cependant l'extermination de la bourgeoisie juive par les nazis, l'expulsion des Allemands des Sudètes (ces deux catégories de la population sont propriétaires de 70 % de l'industrie tchécoslovaque d'avant-guerre) à la suite des décrets Beneš et de l’adoption la plus servile de l’économie planifiée par le Parti communiste tchécoslovaque a étouffé ce dynamisme industriel à tel point que le pays a la plus faible croissance des pays du Comecon entre 1985 et 1988.
Pour sortir le pays de l’ornière communiste, des hommes issus de l’Institut de recherches prospectives tchécoslovaque proposent diverses solutions : les « néolibéraux » à la tête desquels Václav Klaus, sont en faveur d’une rupture radicale et proposent une « thérapie de choc économique » alors que les « gradualistes », à la tête desquels Miloš Zeman sont plus sensibles aux questions sociales. Les premiers l’emportent au début de la décennie post-communiste sur fond de crise nationaliste au niveau politique : la Slovaquie reprend son indépendance.

### Les années 1990 et la sortie du communisme

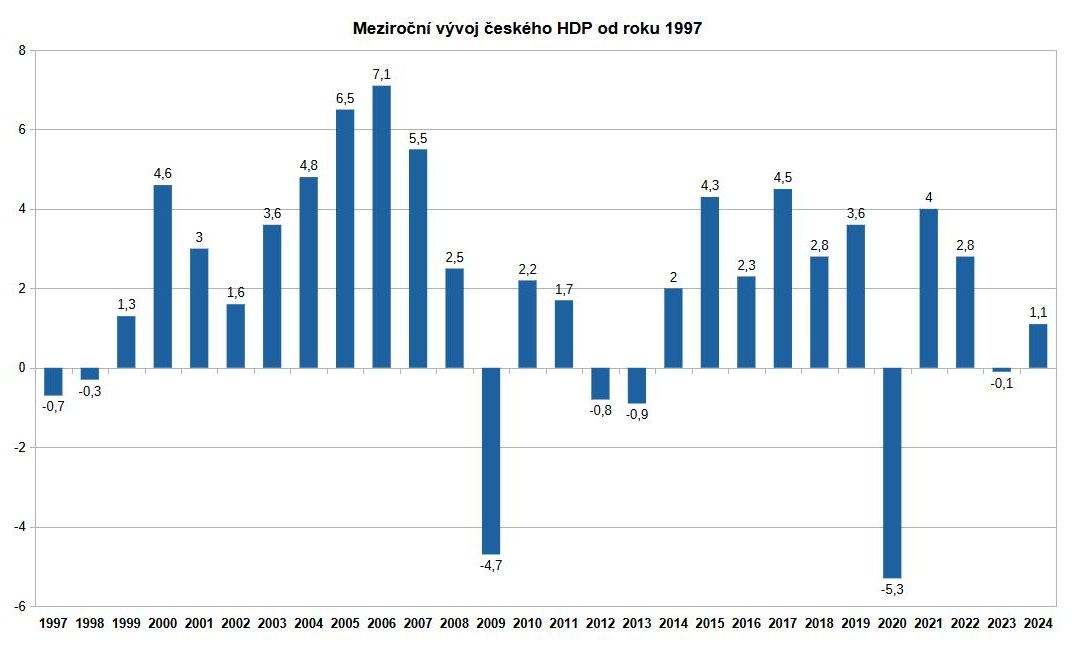
Croissance du PIB tchèque

La révolution de Velours en 1989 offre la possibilité d'une réforme économique en profondeur.
Les premiers signes de la croissance apparaissent à la veille de la « thérapie de choc » que le Fonds monétaire international désigne comme un « big bang » en janvier 1991. Dès lors, 95 % des prix sont libérés, l'inflation maintenue dans les 10 %, le taux de chômage bas, la balance des paiements positive, le taux de change de la couronne stable, les exportations réalignées depuis le Bloc de l'Est vers le Marché commun et la dette extérieure parmi les plus basses de la région.
Sous la houlette néolibérale de Václav Klaus, ministre fédéral des Finances avant de devenir Premier ministre, la politique fiscale est stricte et le déficit budgétaire modeste et contrôlé. Après une série de dévaluations, la couronne reste stable vis-à-vis du dollar US et du deutsche Mark. La couronne tchèque atteint la libre convertibilité pour la plupart des transactions à fin 1995.
Outre ces aspects économiques, le gouvernement, pour favoriser les investissements doit mettre en place un « climat » stable et favorable qui comporte des aspects législatifs et infrastructurels (secteur bancaire, télécommunications, transports, etc.) pour rattraper le niveau occidental et attirer les capitaux. Les gouvernements successifs ont favorisé les capitaux en provenance des États-Unis, en particulier pour contrebalancer la puissance économique voisine de l'Allemagne. Bien que l'investissement direct à l'étranger (IDE) soit cyclique les États-Unis occupent en moyenne la troisième place avec 12,9 % des IDE totaux entre 1990 et 1998 derrière l'Allemagne et les Pays-Bas.
Ces succès économiques font que la Tchéquie est le premier pays postcommuniste à recevoir un crédit d'investissement par les agences de notation financière internationales.

#### Les privatisations
Václav Klaus, suivant le modèle néolibéral de son égérie, Margaret Thatcher, convaincu que l’actionnariat du secteur privé, quel qu'il soit, vaut mieux que le dirigisme étatique (dont il a été l'un des acteurs impuissants sous le communisme), entreprend la privatisation de l'économie tchécoslovaque, alors l'une des plus centralisées d'Europe centrale. Ces privatisations se font en trois vagues : la « petite » privatisation (malá privatizace) débute à fin 1990 et bénéficie d'un large consensus politique, la privatisation par coupons (kupónová privatizace) est engagée au 1er octobre 1991 et se finit officiellement en 1996, la troisième vague que l'on pourrait qualifier de « pragmatique », par opposition aux options fortement idéologiques de la précédente, prend alors le relais et se poursuit encore.

##### La «petite privatisation»
La Tchéquie compte alors 25 278 entreprises dans les secteurs tertiaire et secondaire. La petite privatisation a consisté à vendre aux enchères, en général aux managers des petites entreprises (d'où le nom de « petite privatisation ») le capital des unités de productions qu'il géraient. Dans le cadre de cette petite privatisation, engagée à fin 1990 et qui s'étale de 1991 à 1993, ce sont vingt-trois-mille unités de production qui passent en mains privées, représentant pour l'État tchécoslovaque puis tchèque un gain d'environ 32 milliards de couronnes.
Pour ce faire, on utilise la méthode de l’enchère hollandaise ou enchère descendante, dont l'avantage réside dans la rapidité d'exécution. Dans les six premiers mois, presque 19 000 unités de production changèrent de main pour 24 milliards de couronnes.

##### La privatisation par coupons
Sous l'égide de Václav Klaus, alors ministre des Finances, la Tchécoslovaquie met en place une solution originale pour privatiser des pans entiers de l'industrie : la privatisation par coupons. Chaque foyer fiscal peut acheter, pour une somme modique, un « carnet de coupons » (kupónová knížka) qui donne un « droit » (un call dans le jargon de la finance) pour acquérir des actions des entreprises à privatiser.
Cette privatisation par coupons tente de transformer les Tchèques en une nation en petits porteurs. Mais on ne s'improvise pas boursicoteur. Et comment même investir quand l'information financière est totalement inexistante ou, quand elle existe, correspond à des normes communistes kafkaïennes qui mélangent endettement et subvention. Comment investir ces coupons quand l'information fait défaut ?
Un escroc apporte une solution miracle à ces questions sans réponse : Viktor Kožený devient rapidement célèbre en fondant le Harvardský investiční fond (Fonds d'investissement Harvard), aux consonances « américaine » et « capitaliste » (toutes notions exclusivement positives en cette sortie de cinquante ans de communisme) qui, via un slogan publicitaire simple, percutant et efficace, offre un retour sur investissement garanti de dix fois la somme initialement investie. Une fois en possession des titres des petits épargnants, c’est-à-dire du contrôle des sociétés privatisées, le Harvardský investiční fond s'est empressé d'en « siphonner » le cash, via des montages financiers plus ou moins transparents via Chypre et autres paradis fiscaux. Signe des temps, le tchèque s'enrichit alors d'un néologisme tunelování à partir de l'anglais « tunnel » pour décrire cette activité de détournement de fonds.
Certaines grandes entreprises se sont ainsi retrouvées à court de liquidités, insolvables. Les petits épargnants, pour leur part, n'ont pas vu le retour sur investissement promis.
Dès décembre 1994, 80 % des entreprises sont privatisées. La privatisation par coupons prend fin officiellement au 31 décembre 1996. Václav Klaus déclare alors, sans doute un peu tôt, que la transition d'une économie dirigée vers une économie de marché est alors terminée.
Le bilan de cet « hapax économique » n'est pas très favorable : en juillet 1999, Radio Prague note que les sondages révèlent que trois-quarts des citoyens tchèques estiment que la privatisation par coupons ne présente pas un bilan positif. Même les électeurs du Parti démocratique civique de Václav Klaus ne sont pas convaincus que la privatisation par coupons fut une bonne chose. Les économistes de l'OCDE et du FMI, un temps enthousiastes et recommandant la solution aux autres pays ex-communistes, la jugent avec un œil critique.

##### Les privatisations pragmatiques
Au 31 décembre 1996, le ministère pour la Gestion du patrimoine national et la Privatisation est dissous et ses compétences passent au ministère des Finances, qui continue à superviser les activités du Fonds du patrimoine national. Le patrimoine de l'État est alors encore considérable.
Certains monopoles et quelques très grandes entreprises sont encore publiques, que ce soit en vertu d'un nationalisme de bon aloi qui exige de garder certains « joyaux » économiques de crainte qu'ils ne passent sous contrôle étranger (c'est le cas de la célèbre Budweiser) ou, pour des raisons politiques, parce que le gouvernement social-démocrate de Miloš Zeman puis Vladimír Špidla ne fait pas des privatisations une priorité.
Toujours est-il que les privatisations se poursuivent et s'attaquent aux grands groupes tchèques : le brasseur Pilsner Urquell est vendu à SABMiller et Československá obchodní banka au belge KBC en 1999, Komerční banka est acquise par la Société générale en 2001, Eurotel, l'ancien monopole téléphonique est acquis, en 2005, par l'espagnol Telefónica pour devenir Telefónica O2 Czech Republic.
Le Fonds du patrimoine national est dissous au 31 décembre 2005. Selon le rapport d'activités publié alors, c'est un total de seize-mille entreprises qui ont été privatisées par ses soins, 138 restent, à cette date, encore aux mains de l'État dont quatre pour des raisons stratégiques (CSA Czech Airlines, ČEZ, ČEPRO et MERO ČR) les autres pour des raisons diverses et variées (dont Budweiser sus-mentionnée pour éviter qu'elle ne tombe dans la corbeille du géant agro-alimentaire américain Anheuser-Busch).

#### Restitution des biens immobiliers
Le régime communiste avait, après le coup de Prague de février 1948, étatisé la quasi-totalité des industries, des terres et des habitations.
Le gouvernement tchécoslovaque décide d'entreprendre une restitution des biens immobiliers aux propriétaires spoliés par le seul régime communiste après 1948. Il écarte ainsi sciemment les nationalisations entreprises dans le cadre des décrets Beneš par le gouvernement (démocratique) d'après-guerre qui avait confisqué les biens des Allemands des Sudètes et des grands propriétaires terriens féodaux (noblesse austro-hongroise et ordres religieux).

#### Corruption
L'appât du gain, la possibilité de faire fortune très rapidement, la relative mansuétude des lois qui ne sont pas prêtes pour sanctionner la criminalité financière, l'impréparation des lois comptables, le cocktail socio-législatif est explosif au début des années 1990.
Exemple parmi d'autres, avant de devenir une filiale de la Société générale, la Komerční banka se distingue (sans être la seule banque à le faire) par un système où des prêts bancaires non garantis sont accordés (par des employés vénaux et peu contrôlés en interne), où, dans le tableau de remboursement, les intérêts ne sont pas étalés dans le temps mais exigibles immédiatement, ce qui a pour effet d'une part, puisque la banque perçoit immédiatement les revenus attachés à son activité de crédit, de faire croire en la profitabilité mirobolante des activités et, d'autre part, puisque les employés sont rémunérés au résultat, de forcer le paiement de primes de résultats importantes.

#### La libération des prix

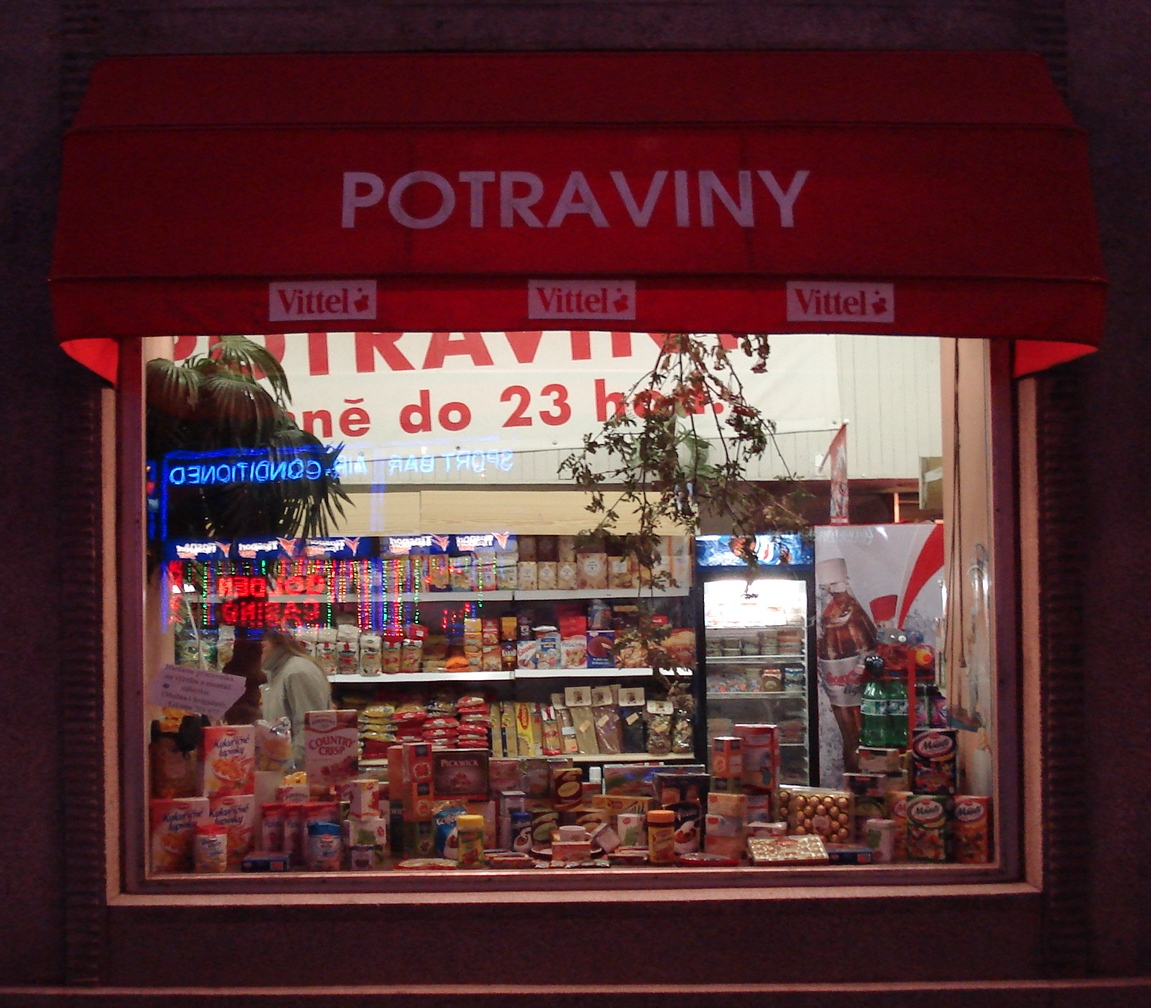
Devanture d'épicerie à Prague.

On estime à plus d'un million le nombre des articles dont le prix est fixé par le Comité de la planification tchécoslovaque. C'est une gageure que de les libérer pour faire jouer la libre concurrence. Il convient de souligner le rôle joué par Václav Klaus tout d'abord en tant que ministre fédéral des Finances de la Tchécoslovaquie puis en tant que Premier ministre de la République tchèque pour imposer une économie budgétaire orthodoxe qui évita aux consommateurs tchèques de connaître, contrairement à ses voisins hongrois et polonais, les affres de l'hyperinflation :
| Taux d'inflation annuel moyen des prix à la consommation |      |      |      |      |      |      |      |      |      |      |      |      |
| 1994                                                     | 1995 | 1996 | 1997 | 1998 | 1999 | 2000 | 2001 | 2002 | 2003 | 2004 | 2005 | 2006 |
| 10,0                                                     | 9,1  | 8,8  | 8,5  | 10,7 | 2,1  | 3,9  | 4,7  | 1,8  | 0,1  | 2,8  | 1,9  | 2,5  |

Les loyers, en revanche, restent, à ce jour (janvier 2007) contrôlés selon un principe équivalent à celui de la loi de 1948 en France.

#### Un effort législatif considérable
En janvier 1990, si le régime (politique) communiste tombe, rien n'est prêt au niveau législatif pour faire en sorte que l'économie de marché puisse s'épanouir. Il faut réformer le Code du commerce, le Code des impôts, le Code du travail, etc. La chambre des députées, s'attache avec zèle à la tâche et passe :
- 161 lois par an[19] dans les années 1980
- 610 lois par an dans les trois années qui suivent la révolution de velours
- 330 lois par an dans le reste des années 1990
- 570 lois par an, en moyenne, entre 2000 et 2006 afin de préparer l'intégration dans la Communauté européenne et de rattraper l'acquis communautaire

L'effort législatif est, on le voit, considérable tant pour les députés que pour les entreprises qui doivent constamment se maintenir à jour d'une législation en constant changement.

### Le «divorce de velours»
Ainsi nommé d'après la révolution de Velours, le « divorce de velours » des républiques tchèque et slovaque dont les principes sont négociés entre Václav Klaus et Vladimír Mečiar dans le cadre de la villa Tugendhat de Brno, se base sur plusieurs aspects relativement simples :
- la dette de l'État fédéral tchéco-slovaque est partagé entre les États qui lui succèdent au prorata des populations respectives, soit de deux tiers pour la République tchèque et un tiers pour la Slovaquie
- les avoirs de l'État fédéral tchéco-slovaque sont partagés :
  - selon leur localisation sur le territoire et ce qui se trouve en Slovaquie devient slovaque, ce qui se trouve en Tchéquie devient tchèque
  - selon le principe du deux-tiers / un-tiers pour les avoirs étrangers (les bâtiments consulaires par exemple) ou immatériels.

Cet accord devient effectif au jour de la séparation des deux pays, le 1er janvier 1993.

#### Séparation monétaire
Les deux pays créent dans la foulée leur propre monnaie, excluant de fait une union monétaire qui aurait été facilement réalisable étant donné l'intégration économique poussée des deux pays et les exemples voisins comme l'Union économique belgo-luxembourgeoise (1922-2002) ou l'Union économique et monétaire européenne signée le 7 février 1992 dans le cadre du traité de Maastricht et précédant donc de peu la division tchéco-slovaque.
Ainsi naissent la couronne tchèque et la couronne slovaque qui sont au départ à parité. Très rapidement la couronne slovaque se déprécie : à fin 1995, quand les monnaies sont librement convertibles, la couronne slovaque vaut 0,89 couronne tchèque.

## Structure économique

### Secteur primaire

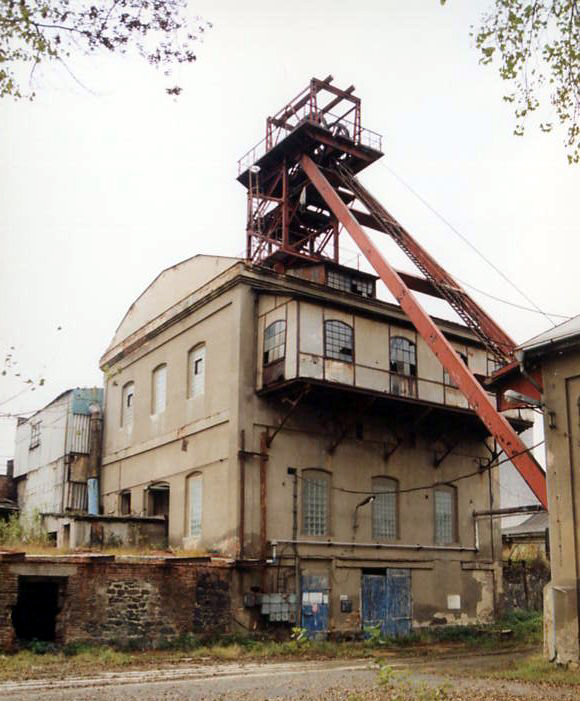
Puits de mine de lignite près de Most en activité de 1882 à 1991.

Concernant les ressources minières, la Tchéquie possède du charbon (16e rang mondial), du lignite (8e rang mondial) et de l’uranium (11e rang mondial).
L’agriculture, ayant pour but l’auto-suffisance, représente 3,41 % de la population active et 1,5 % du PIB (mi-2002 selon www.centreeurope.org).
On ne peut mentionner l'agriculture et l'agroalimentaire tchèques sans évoquer ses bières renommées : Pilsner Urquell, Budweiser, Staropramen, Radegast, Gambrinus, etc.
Pernod Ricard a pris, en 1997, le contrôle du producteur de la Becherovka de Karlovy Vary. La présence française la plus importante est néanmoins celle de Danone qui, dans un partenariat avec Nestlé, s'est partagé le géant tchécoslovaque de l'agroalimentaire, Čokoládovny (celui-ci gardant les activités chocolat et celui-là la biscuiterie) lors de sa privatisation en 1992 et qui, toujours dans le cadre de la privatisation de l'industrie agroalimentaire, a acquis la laiterie de Benešov qui lui donne 25 % du marché tchèque
La Tchéquie, célèbre pour ses stations thermales (songeons à Karlovy Vary - Carlsbad et Mariánské Lázně - Marienbad) produit également des eaux minérales dont la Mattoni, autrefois prestigieuse et « exportée » vers l'Autriche-Hongrie (en fait il s'agissait du même pays), l'empereur en avait sur sa table.

### Industrie

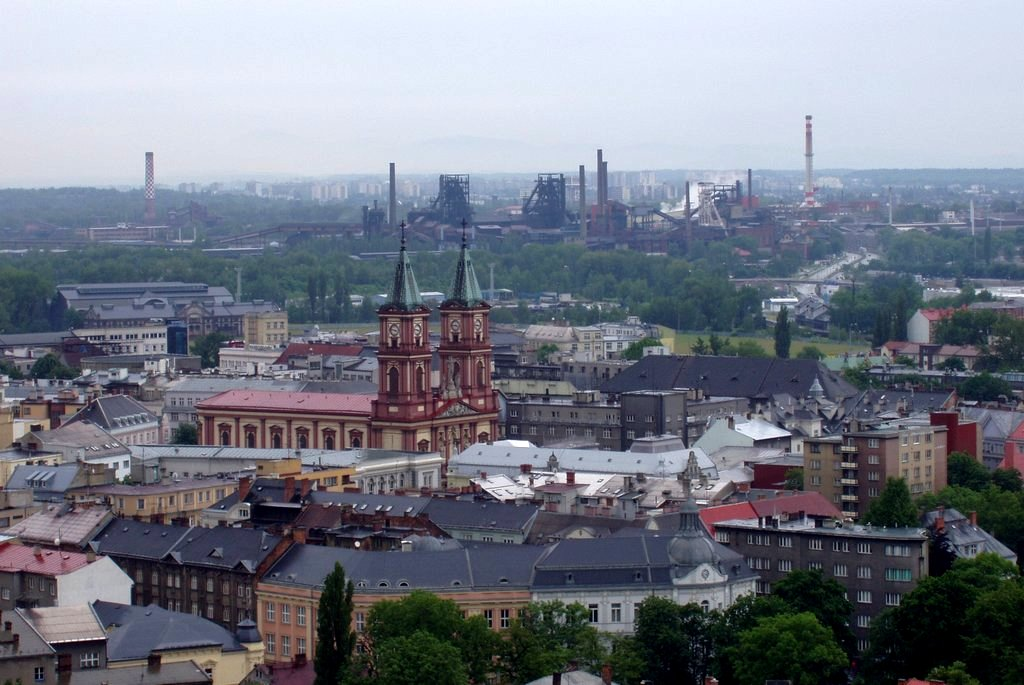
À l'est, aux alentours d'Ostrava, se concentre l'industrie lourde dont l'importance va en diminuant depuis les années 1990.

L’industrie représente 39,6 % de la population active (selon le CSU) et 35 % du PIB (selon DREE en 2003).
Les secteurs les plus porteurs comprennent l'équipement électrique, la mécanique, la construction automobile, les moyens de transport, l'environnement, la construction et la réhabilitation de logements.
La fabrication d'armes, notamment CZ, armes longues et de poing, réputées pour leurs précisions et leur fiabilités.

### Services
Sur les 4,7 millions de personnes actives en 2003, le secteur des services emploie 55,5 % de cette population active (selon le CSU Bureau des statistiques tchèques en 2003) et représente 56 % du PIB (selon la DREE en 2003).

#### Tourisme
Le secteur du tourisme joue un rôle de premier plan avec 3,1 milliards d'euros de devises étrangères entrées en 2003 selon la DREE.

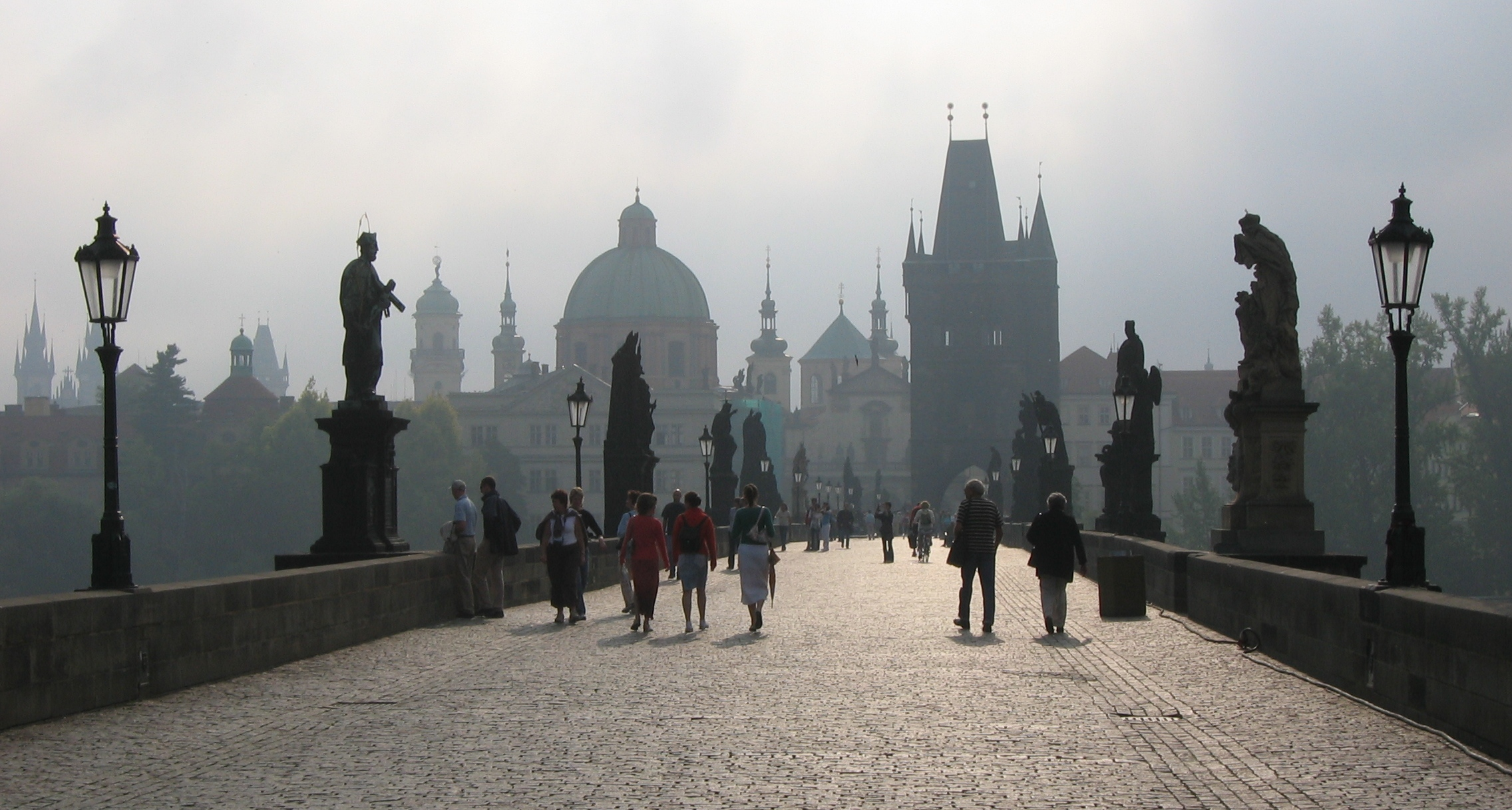
Touristes sur le pont Charles un matin d’été.

Selon le Bureau tchèque des statistiques, ce sont quelque 6,4 millions d'étrangers qui ont passé au moins une nuit en Tchéquie en 2006, en augmentation de +1,6 % sur l'année précédente alors que le nombre de nuitées occasionnées par le tourisme national augmentait de 4,4 % et représente un peu moins de la moitié du total.
Prague et ses merveilles drainent encore l'essentiel de ce tourisme (57,5 % du total des nuitées en Tchéquie) et développe une activité de tourisme d'affaires pour compenser la baisse du tourisme traditionnel : l'offre du nombre de chambres en hôtel cinq étoiles a augmenté et la fréquentation s'en est ressentie avec +10,1 % en 2006.
Les aménités praguoises (Tourisme culturel, médical) expliquent pourquoi l'aéroport international de Prague est le premier des pays d'Europe de l'Est en termes de fréquentation, avec 12,5 millions de passagers en 2007. Le projet de privatisation par l'État tchèque est le principal en 2008, pour une somme estimée à 4 milliards d'euros ; les effectifs en termes de personnel dépassent 2 400 salariés et une réduction de 10 % serait prévue à la fin de l'année 2008.
Pour des raisons de proximité, les Allemands représentent l'essentiel des visiteurs suivis par les Anglais qui bénéficient d'offres charter et pour lesquels Prague est quasiment devenue la destination obligée pour enterrer sa vie de garçon (en raison du prix modique de la bière tchèque et, il faut le dire, de la prostitution qui devient une industrie florissante). Les Russes passent le plus de temps (5 nuitées en moyenne) et apprécient particulièrement les établissements thermaux de Karlovy Vary.

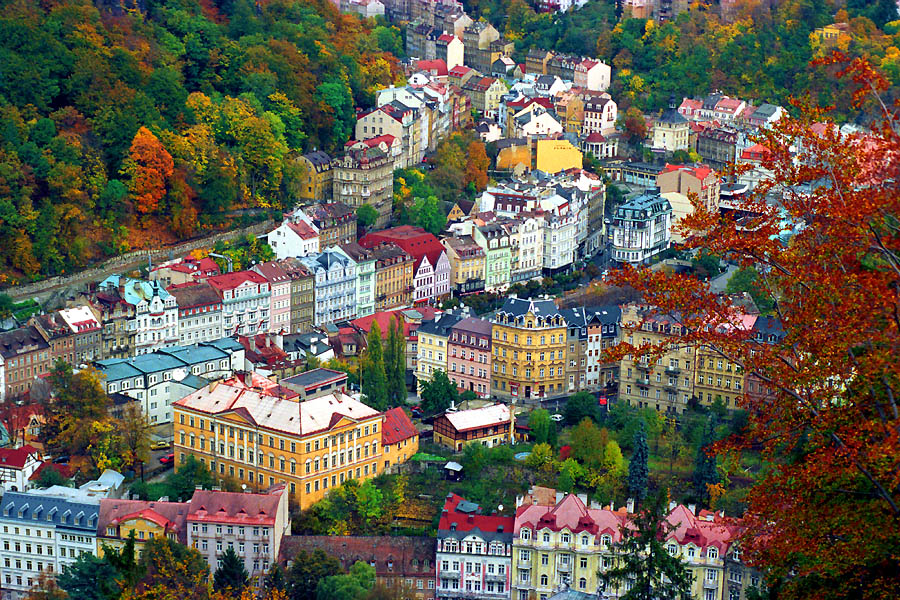
Vue aérienne de Karlovy Vary.

#### Services financiers
En raison de la privatisation, le secteur bancaire et financier a pris un nouvel essor.
La Bourse de Prague (en tchèque : Burza cenných papírů Praha ou BCPP) est, après cinquante ans de fermeture par le régime communiste, rouverte le 24 novembre 1992.

## Infrastructures

### Routes, transports
Au moment de la chute du mur de Berlin, il n'y a guère qu'une autoroute, la D1, qui traverse le pays et relie Prague à Bratislava via Jihlava et Brno. Elle rattache le Bloc de l'Est à la Tchécoslovaquie qui en est la partie la plus occidentale.
En même temps qu'elles songent à réorienter le commerce extérieur vers le Marché commun, les autorités de Prague doivent construire de nouvelles autoroutes et relier la capitale à Munich via Plzeň (D5) et à Berlin via Ústí nad Labem (D8), ainsi que de nombreuses voies rapides.
Le réseau ferré des Chemins de fer tchèques (České dráhy) existe depuis le XIXe siècle mais cinquante ans de sous-investissements pendant le communisme l'ont rendu totalement obsolète : les gares font piteuses figures aux voyageurs arrivant de l'ouest et le matériel ferroviaire frise l'âge de la casse. Les Chemins de fer tchèques achètent aux Italiens quelques Pendolinos en 2004 pour les mettre en service en décembre 2005.
On ne peut pas parler de reconstruction, le pays n'ayant pas connu la guerre mais c'est un effort considérable qui est nécessaire.
Le transport aérien s'est développé de façon exponentielle depuis la révolution de Velours, l'aéroport de Prague-Ruzyně a ainsi connu une montée en flèche de son trafic voyageur en raison de la suppression des chicaneries imposées par le régime communiste et du boom du tourisme où Prague est devenue une destination privilégiée pour le tourisme de week-end. La barrière temporelle de chaque nouveau million de voyageurs ne cesse de se raccourcir:
1. 1963 – l million de voyageurs (37 ans après la fondation de l'aéroport)
2. 1975 – 2 millions de voyageurs (12 ans)
3. 1995 – 3 millions de voyageurs (20 ans)
4. 1997 – 4 millions de voyageurs (2 ans)
5. 2000 – 5 millions de voyageurs (3 ans)
6. 2001 – 6 millions de voyageurs (l an)
7. 2003 – 7 millions de voyageurs (2 ans)
8. 2005 – 10 millions de voyageurs (2 ans)

La société CSA Czech Airlines couvre 104 destinations au départ de Prague avec 38 avions.
La Tchéquie bénéficie d'un accès à la mer dédouané via le port franc de Moldauhafen, situé à Hambourg.

### Énergie

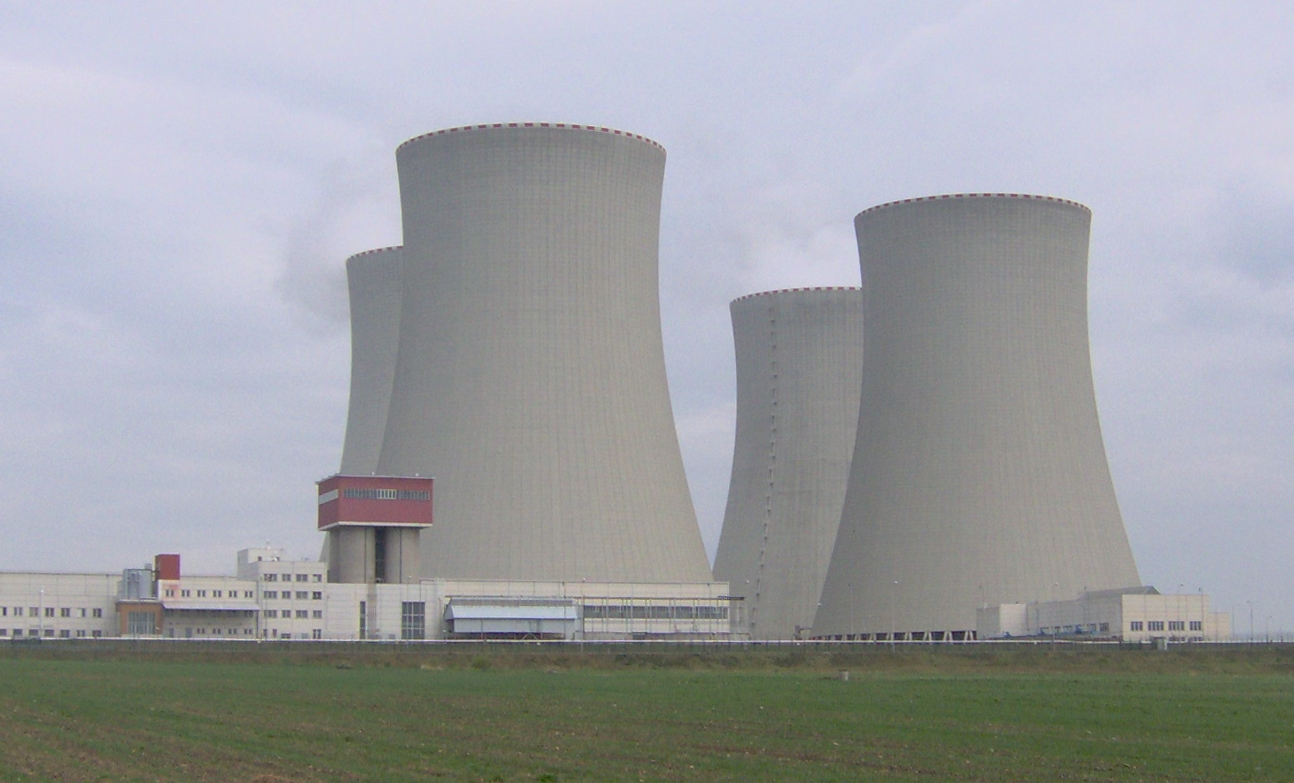
La centrale nucléaire de Temelín.

La Tchéquie est traditionnellement un important producteur de lignite mais tente de réduire sa consommation de cette ressource énergétique hautement polluante (soufre).
Le nucléaire, produit par ČEZ, représente environ 30 % du total de la consommation énergétique et sa part devrait augmenter jusqu’à 40 %. Les deux tranches de la Centrale nucléaire de Temelín, planifiée sous le communisme avec des réacteurs de conception russe de type VVER 1000/320, à eau pressurisée, sont mises en service en juin 2002 et avril 2003.
Le gaz naturel est fourni par le russe Gazprom (pour les deux tiers - il transite via l'Ukraine et le gazoduc Droujba) et par la Norvège (le tiers restant - il transite via l'Allemagne). La consommation gazière est approximativement de 100 TWh en 2003-2005 soit deux fois celle de l'électricité.
La production d'énergie a augmenté de 2 % en 2006. Rappelons que la Tchéquie est un producteur important de machine, machine-outil, etc. - la branche électrique de cette industrie a cru de 16,3 % en 2006

### Télécommunications
La privatisation de l'entreprise publique de télécommunication Český Telecom a eu lieu en 2005. L'espagnol Telefónica a acquis la société et sa branche de téléphonie mobile, Eurotel. Au 1er juillet 2006, ces deux entreprises ont été renommées Telefónica O2 Czech Republic.
En 2007, la Tchéquie a trois opérateurs de téléphonie mobile : Telefónica O2 Czech Republic, Vodafone et T-Mobile.

## Capital humain
Sur le marché du travail, on constate un chômage de longue durée persistant et un frein général à l’emploi du fait de la pression fiscale très élevée qu’il est difficile d’atténuer. Des initiatives judicieuses ont été prises pour motiver les demandeurs d’emploi et améliorer l’indemnisation de la maladie, mais la réforme du code du travail en 2006 s’est révélée limitée et l’accès à l’enseignement supérieur reste à améliorer.

### Population active
Le taux de population active atteint 65,6 % (74,2 % pour les hommes et 57,0 % pour les femmes), ce qui est le niveau atteint en Allemagne, un peu au-dessus du taux atteint en France et loin devant ses voisins, la Hongrie (56,7 %), la Slovaquie (57 %) et la Pologne (51,8 %) qui souffrent plus que la Tchéquie de la restructuration de leurs économies.[Quand ?]

### Chômage
Le taux de chômage atteignait 8,2 % en février 2004.[réf. nécessaire] À fin 2007, il s'élève à 6,6 %, ce qui commence à toucher le plein emploi.
| Année | Taux de chômage |
| ----- | --------------- |
| 1995  | 4,0 %           |
| 1996  | 3,9 %           |
| 1997  | 4,8 %           |
| 1998  | 6,5 %           |
| 1999  | 8,7 %           |
| 2000  | 8,8 %           |
| 2001  | 8,1 %           |
| 2002  | 7,3 %           |
| 2003  | 7,8 %           |
| 2004  | 8,3 %           |
| 2005  | 7,9 %           |
| 2006  | 7,1 %           |
| 2007  | 5,3 %           |
| 2008  | 4,4 %           |
| 2009  | 6,7 %           |
| 2010  | 7,3 %           |
| 2011  | 6,7 %           |
| 2012  | 7,0 %           |
| 2013  | 7,0 %           |
| 2014  | 6,1 %           |
| 2015  | 5,1 %           |
| 2016  | 4,0 %           |

### Éducation
Un examen approfondi de l’enseignement secondaire et supérieur montre que de nouvelles mesures sont nécessaires pour faire face à une demande de diplômés de l’université qui s’accroît rapidement.
L'enseignement en Tchéquie avait été formaté pour un pays fortement industriel et est performant au niveau de l'enseignement technique. Il laisse à désirer cependant pour l’économie tertiaire dans laquelle la Tchéquie entre au troisième millénaire.
L'OCDE recommande à cet égard de « davantage concevoir l’enseignement secondaire dans l’optique de l’enseignement supérieur, en ouvrant davantage les cursus qui offrent la possibilité d’entrer à l’université. De plus, il faudrait mettre fin progressivement à l’aiguillage précoce d’une minorité d’élèves vers les établissements d’élite à financement public. »

## Partenaires commerciaux
Ayant réorienté son commerce extérieur vers les pays occidentaux après la chute du mur de Berlin, la République tchèque commerce principalement avec l'Union européenne et particulièrement avec l’Allemagne qui représente 36 % des échanges totaux (moyenne clients/fournisseurs selon la DREE en 2002).
La Russie ne représente plus que 6,4 % des fournisseurs et moins de 2 % des clients.[Quand ?]